# Siergiej Kuriłow
Siergiej Iwanowicz Kuriłow, ros. Сергей Иванович Курилов (ur. 6 października 1914 w Moskwie, zm. 11 stycznia 1987 tamże) – radziecki i rosyjski aktor filmowy i teatralny.
Laureat zbiorowej nagrody dla najlepszego aktora na 8. MFF w Cannes za rolę w filmie Wielka rodzina (1954) w reżyserii Iosifa Chejfica. W swojej karierze wystąpił w ponad 35 filmach, m.in. Bieliński (1953), Bohaterowie Szipki (1955), Matka (1956), Przewodniczący (1964) czy Martwy sezon (1968).